# یواس‌اس اوهاو (آی‌ایکس-۸۵)
یواس‌اس اوهاو (آی‌ایکس-۸۵) (به انگلیسی: USS Euhaw (IX-85)) یک کشتی بود. این کشتی در سال ۱۹۴۲ ساخته شد.